# Kraj Kłajpedzki
Kraj Kłajpedzki (również Okręg Kłajpedy, lit. Klaipėdos kraštas, niem. Memelland) – północno-wschodnia część Prus Wschodnich położona na prawym brzegu Niemna, w 1920 odłączona od Niemiec po wejściu w życie traktatu wersalskiego, w latach 1923–1938 autonomiczna część Republiki Litewskiej.

## Historia
W średniowieczu okręg Kłajpedy należał do państwa krzyżackiego, później stanowił część Prus Książęcych. Za czasów pruskich tzw. Mała Litwa, zamieszkana przez litewskojęzyczną ludność wyznania protestanckiego, była wcielona do departamentu, a później rejencji gąbińskiej. Zwarty teren osadnictwa litewskiego obejmował powiaty Kłajpeda (bez miasta, które było prawie całkowicie niemieckojęzyczne), Szyłokarczma, Tylża i Ragneta, jednak najdalsza południowa granica występowania języka litewskiego sięgała linii Labiawa – Wystruć – Gołdap – jeszcze w XIX wieku na tym obszarze odbywały się nabożeństwa w języku Litwinów.
Według spisu niemieckiego z 1910 r. na terenach na północ od Niemna ludność litewskojęzyczna stanowiła 48,9% mieszkańców, zaś posługujący się językiem niemieckim nieco więcej – 49,9%. Litwini dominowali w powiecie Szyłokarczma (56% ludności), Niemcy najsilniej reprezentowani byli w Kłajpedzie (90% mieszkańców). W XIX wieku miejscowi Litwini wspierali swoich pobratymców z terenów Imperium Rosyjskiego – stąd przemycano książki w języku litewskim, a w Tylży wydawano litewskie czasopismo, jednak bardzo różnili się oni od Litwinów z Wielkiej Litwy – byli głównie protestantami i byli przywiązani do państwa pruskiego.

## Dyplomatyczna gra o Kłajpedę 1918–1919
16 listopada 1918 r. ukonstytuowała się Narodowa Rada Litwinów w Prusach, na czele której stanęli Vilius Gaigalaitis (poseł do Landtagu w Berlinie) i Martynas Jankus. 20 listopada 1918 r. podjęła ona uchwałę o zjednoczeniu Małej Litwy – północnej części rejencji gąbińskiej z Litwą Wielką – Kowieńszczyzną i Wileńszczyzną. Rada Narodowa powołała swe kluby lokalne w Kłajpedzie, Szyłokarczmie, Wystruciu i Tylży, a także wydawała „Prusų Lietuvių Balsas”, w którym agitowała za aktywizacją polityczną ludności litewskiej w celu przyłączenia regionu do Litwy.
W memoriale do premiera Georgesa Clemenceau z 6 lutego 1919 r. rząd litewski poparł żądania Rady, domagając się ustanowienia granicy z Niemcami na linii Labiawa – Wystruć – Darkiejmy – Gołdap.
Postulaty litewskie nie były przez aliantów traktowane poważnie (na terenach wymienionych w żądaniach z lutego 1919 r. Litwini stanowili 20% ludności), jednak po stronie litewskiej zaangażowała się delegacja polska z Romanem Dmowskim i Ignacym Paderewskim, licząc na ewentualne koncesje dla Polski w kłajpedzkim porcie – zakładano zresztą wciąż związek państwowy Warszawy z Kownem. Właśnie m.in. dzięki wstawiennictwu Polaków u Francuzów doszło do wydzielenia obszaru na północ od Niemna z Kłajpedą i Szyłokarczmą oraz powołania pozostającego pod kontrolą aliantów okręgu Kłajpedy.

## Podstawy prawne istnienia okręgu Kłajpedy

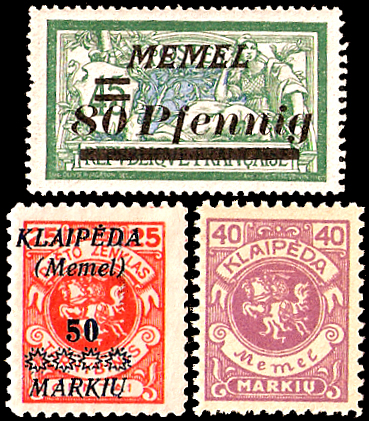
Znaczki pocztowe Okręgu Kłajpedy 1920-1925. Górny znaczek francuski z nadrukiem niemieckim MEMEL. Dolne litewskie, jeden z nadrukiem z litewską i niemiecką nazwą miasta, drugi specjalnie wydany przez Litwinów do obiegu w Okręgu Kłajpedy

Obwód utworzono na mocy art. 99 traktatu wersalskiego, w którym Rzesza Niemiecka zrzekła się okręgu na północ od rzeki Niemen na rzecz Wielkich Mocarstw, przekazano pod administrację Ligi Narodów – mandat otrzymali jednak nie jak pierwotnie planowano Brytyjczycy, a nieprzychylni Niemcom Francuzi. Uroczyste przejęcie Kłajpedy przez korpus francuski odbyło się 13 lutego 1920 r.

## Obszar i ludność
Memelgebiet liczył 1860 km² i 141 tys. mieszkańców z czego 61,3 tys. (43,5%) posługiwało się językiem niemieckim, 38,9 tys. (27,6%) litewskim, a 35,6 tys. (25,2%) określało swój język jako „kłajpedzki”. Jeśli chodzi o strukturę wyznaniową, dominowali zdecydowanie luteranie (132 tys.), mniejszość katolicy (5,3 tys.) i żydzi (1,3 tys.). Kłajpedzcy Żydzi znajdowali się prawie całkowicie w kręgu kultury niemieckiej i posługiwali się językiem niemieckim.

## Organizacja protektoratu
9 stycznia 1920 roku zostało podpisane porozumienie o przekazaniu Kłajpedy aliantom. Sześć dni później do rejonu wkroczył 21. Samodzielny Batalion Strzelców Pieszych z gen. Dominique Joseph Odrym na czele, który miał za zadanie pilnować porządku w mieście i na przyległym obszarze. Generał Odry sprawował nie tylko zwierzchnictwo nad francuskim wojskiem, ale stanął również na czele Wysokiego Komisariatu Ligi Narodów w Kłajpedzie. Dopiero po jakimś czasie miejsce Komisarza zajął Gabriel Petisné, oskarżany przez Niemców i Litwinów o prowadzenie polityki zbyt propolskiej.

## Wolne Państwo Kłajpedy czy włączenie do Litwy?
Komisarze francuscy jako pierwsi zaczęli przekształcać administrowany teren w formę wolnego państwa, chcąc doprowadzić do trwałego osadzenia w porcie kapitału francuskiego. Jednocześnie symbolicznie usiłowano zerwać kontakty mieszkańców z dawną ojczyzną – wiosną 1920 ustanowiono z Niemcami granicę celną, zakazano też śpiewania niemieckich pieśni narodowych i wywieszania niemieckich flag. Mieszkańców nie pozbawiano jednak obywatelstwa niemieckiego.
Niemieckie środowiska polityczne, dominujące w Kłajpedzie, po czasie zdały sobie sprawę z faktu, że niemożliwy będzie natychmiastowy powrót Nadniemnia do Prus. Zaczęły więc popierać koncepcję Wolnego Państwa Kłajpedzkiego (Freistaat Memelland), w którym ludność niemiecka z racji (nieznacznej) przewagi ludnościowej i (znacznej) gospodarczej i kulturowej, odgrywałaby kluczową rolę. Popierająca tę opcję Francja (z racji inwestycji swojego kapitału w mieście) przekonała Radę Ambasadorów, aby okręg miał prawo do samodzielnego zawierania umów gospodarczych. W przeprowadzonym referendum ¾ głosujących opowiedziało się za utworzeniem wolnego miasta. W 1922 sprawa Kłajpedy dwukrotnie – w czerwcu i w listopadzie – była przedmiotem dyskusji Rady Ambasadorów. Podczas sesji listopadowej delegacje polska i kłajpedzka wypowiedziały się za utworzeniem wolnego miasta, zaś Litwini, widząc brak poparcia dla propozycji włączenia
terytorium do Litwy, konferencję opuścili.

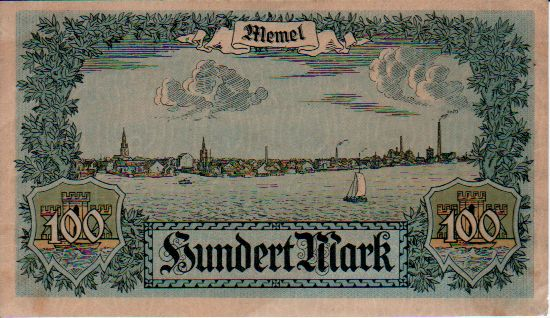
Banknot 100-markowy z 1922

Na powstanie republiki kłajpedzkiej nie zgadzali się jednak Brytyjczycy, którzy nie chcieli wzrostu znaczenia Francji w tym rejonie, oraz władze Polski, które nadal popierały Litwinów, licząc, że wcielenie Kłajpedy złagodzi stanowisko Kowna w sprawie zajętego przez Polaków Wilna. Sam rząd Republiki Weimarskiej pogodził się, na zasadzie „mniejszego zła”, ze wcieleniem Kłajpedy do Litwy. Obawiano się bowiem wpływów francuskich w mieście oraz przejęcia kontroli nad Kłajpedą przez Polaków – w ten sposób Prusy Wschodnie wzięte by zostały w kleszcze sojuszu antyniemieckiego (polskie Pomorze – Gdańsk pod wpływem Ligi Narodów – protektorat francuski z wpływami polskimi w Kłajpedzie). Zgoda Niemców na włączenie okręgu do Litwy, wynika również stąd, że rząd litewski prowadził na początku lat dwudziestych antypolską politykę, opierając się na bliskiej współpracy politycznej z Republiką Weimarską i Rosją Sowiecką. Jednocześnie okręg z liczną mniejszością niemiecką byłby pretekstem do wtrącania się w sprawy wewnątrzlitewskie, a w przyszłości mogły zaistnieć warunki nie tylko do odzyskania miasta, ale i zwasalizowania całego państwa litewskiego. W dodatku dla Rzeszy Niemieckiej Kłajpeda była potencjalnym przyczółkiem na wschód, ale mało istotnym miastem z punktu widzenia ekonomicznego, natomiast dla Litwy oknem na świat i w Berlinie zdawano sobie sprawę, że Litwa traktuje kwestię okręgu priorytetowo.

## Zajęcie Kłajpedy przez Litwę w 1923 r. – autonomia pod zwierzchnictwem Kowna
Rząd w Kownie zastanawiał się nad kilkoma wariantami akcji w okręgu – przekazanie problemu do rozwiązania do Ligi Narodów, zajęcie zbrojne, zorganizowanie powstania, mającego dać wrażenie, że to sama miejscowa ludność pragnie połączenia z Litwą. Wybrano trzecią opcję.
Po rozpoczęciu 10 stycznia 1923 przez Francję i Belgię okupacji wojskowej Zagłębia Ruhry, w odpowiedzi na niewywiązywanie się Niemiec z płatności reparacji ustalonych w traktacie wersalskim, Litwini zainicjowali 10 stycznia 1923 powstanie w Okręgu Kłajpedy. W akcji uczestniczyły siły przybyłych z Litwy przebranych policjantów, żołnierzy armii regularnej i paramilitarnej organizacji szaulisów, ogółem ok. 1500 osób. Akcja ta została przez władze litewskie skonsultowana z przedstawicielami Niemiec i Rosji Sowieckiej. Broń Litwinom została dostarczona przez Niemców. Powstanie, całkowicie inspirowane przez rząd kowieński, posłużyło jako pretekst do wkroczenia wojsk litewskich do miasta i okręgu w celu „pomocy umęczonym rodakom”. Nie obyło się bez ofiar po obu stronach – ostatecznie żołnierze francuscy otrzymali rozkaz powrotu do koszar, ale Paryż wysłał im na odsiecz dwa torpedowce oraz pancernik z oddziałem strzelców na pokładzie. Pod koniec stycznia do kłajpedzkiego portu wpłynęły też okręt brytyjski oraz inny francuski pancernik, ale nie podjęły działań zbrojnych i nie przerwały akcji Litwinów.
Po długich i żmudnych rokowaniach mocarstwa zachodnie zgodziły się 15 lutego 1923 r. odstąpić okręg Litwie, pod licznymi jednakże warunkami (m.in. ochrona i samorząd dla ludności niemieckiej). Dość powszechny jest pogląd, iż zdecydowane zachowanie Litwy w sprawie Kłajpedy, przyjęte z dużym krytycyzmem przez kraje zachodnie, przyczyniło się do szybkiego uznania granicy polsko-litewskiej przez Radę Ambasadorów (pozostawiającej Wileńszczyznę po stronie polskiej).
Po ponad roku od aneksji okręgu doszło do podpisania Konwencji Kłajpedzkiej (w Paryżu 8 maja 1924, weszła w życie 25 sierpnia 1925) między Litwą a mocarstwami sprzymierzonymi (Wielką Brytanią, Francją, Włochami i Japonią), do której dołączono trzy załączniki (Statut Kraju Kłajpedzkiego, uregulowania portowe oraz tranzytowe). Według umowy okręg Kłajpedy miał należeć do Litwy na zasadach autonomii prawnej, sądowej, administracyjnej i finansowo-podatkowej. Pozostawiono obok litewskiego niemiecki jako język urzędowy. Art. 15 zabraniał bez zgody stron zmian w wykonywaniu suwerennej władzy. Aneks do umowy (Statut) określał ustrój wewnętrzny autonomii: przewidziano dwuwładzę gubernatora Kłajpedy mianowanego przez prezydenta Litwy oraz liczącego 5 członków Dyrektoriatu wybieranego przez Sejmik Kłajpedzki bezwzględną większością. Gubernator miał być wyznaczany przez prezydenta za akceptacją sejmiku, sprawował kontrolę nad działalnością Dyrektoriatu. Wybory do organu ustawodawczego miały się odbywać co trzy lata, pierwsze przeprowadzone w październiku 1925 r. Okręg Kłajpedy wybierał do sejmu ogólnolitewskiego w Kownie 5 posłów.
W aneksie portowym postanowiono, że za nadzór nad portem i jego rozwój odpowiada strona litewska, wspomagana przez dyrekcję portu złożoną z trzech członków (po jednym mianowanym przez rząd Litwy, Ligę Narodów i Dyrektoriat Kraju Kłajpedzkiego). W załączniku tranzytowym przewidziano generalną swobodę tranzytu przez terytorium okręgu.
W 1925 r. Kłajpedę zamieszkiwało 142 tys. mieszkańców, określających się w 27% przypadków jako Litwini, 24% jako „Kłajpedzianie” i 42% jako Niemcy. Kontrowersję budziła nowo powstała kategoria Kłajpedzian: Litwa uważała ich za zgermanizowanych Litwinów, Niemcy za lokalny odłam narodu niemieckiego.
Do 1932 r. kraj Kłajpedy opuściło prawie 10 tys. Niemców, którzy przenieśli się do Prus Wschodnich – rząd niemiecki starał się jednak przeciwdziałać opuszczaniu regionu przez Niemców, obawiając się przyspieszonej lituanizacji Kłajpedy. Na teren okręgu przybyło w latach 1923–1938 ok. 9 tys. Litwinów z terenów Kowieńszczyzny.

### Gospodarka
Okręg miał ogromne znaczenie gospodarcze dla Litwy. Przez port w Kłajpedzie przechodziło od 70 do 80% eksportu z Litwy. W mieście i jego pobliżu skupione było około 30% litewskiego przemysłu.

### Polityka
Pierwsze wybory do sejmiku kłajpedzkiego odbyły się 19 października 1925 r. – niemiecka lista jedności (Einheitsliste) otrzymała 27 mandatów, ugrupowania litewskie reprezentowało jedynie 2 posłów. Wynik wyborów był prawdziwym szokiem dla Litwinów – okazało się, że nawet litewskojęzyczna ludność wolała głosować na listy niemieckie.
W wyborach z sierpnia 1927 Litwini podwoili liczbę mandatów, zaś partie niemieckie uzyskały 25 głosów (agrariusze i narodowcy po 10, socjaldemokraci – 3, komuniści – 2). W wyborach 1930, 1932 i 1935 Litwini otrzymywali po 5 mandatów, w 1938 r. znów tylko 4.
Najsilniejszymi ugrupowaniami niemieckimi byli ludowcy (Memelländische Landwirtschaftspartei) i narodowcy (Memelländische Volkspartei), niewielkie wpływy posiadali socjaldemokraci (Sozialdemokratische Partei des Memelgebietes, SPM) i komuniści (Kommunistische Partei des Memelgebietes, KPM).
Od końca lat dwudziestych zaczęły wzrastać w Kłajpedzie wpływy ugrupowań nazistowskich domagających się natychmiastowego włączenia okręgu do Rzeszy. Memellandzkich nazistów reprezentowali Theodor von Sass (lider Christlich-Sozialistische Arbeitsgemeinschaft, ChSAG) oraz Ernst Neumann (Sozialistische Volksgemeinschaft, SoVoG) – obie partie liczyły w 1933 prawie 10 tys. członków.

### Władze
Nadkomisarze
- 1920–1921 – Generał Dominique Joseph Odry
- 1921–1923 – Gabriel Petisné(inne języki)

Gubernatorzy
- 1924–1925 – Jonas Polovinskas-Budrys(inne języki)
- 1925–1926 – Jonas Zilius(inne języki)
- 1926–1927 – Karolis Zalkauskas(inne języki)
- 1927–1932 – Antanas Merkys
- 1932–1933 – Vytautas Gylys(inne języki)
- 1933–1935 – Jonas Navakas
- 1935–1936 – Vladas Kurkauskas
- 1936–1938 – Jurgis Kubilius
- 1938–1939 – Viktoras Gailius

Prezydenci krajowi
- 1920–1921 – Arthur Altenberg(inne języki)
- 1921–1923 – Wilhelm Steputat
- 1923 – Erdmonas Simonaitis
- 1923–1925 – Viktoras Gailius
- 1925–1926 – Endrius Borchertas
- 1926 – Erdmonas Simonaitis
- 1926–1927 – Vilius Falkas
- 1927 – V. Svelnys
- 1927–1930 – Otto Kadgiehn
- 1930 – Martinas Reizgys
- 1931–1932 – Otto Böttcher
- 1932 – Eduardas Simaitis
- 1932–1934 – Ottomar Schreiber(inne języki)
- 1934 – Martinas Reizgys
- 1934–1935 – Jurgis Bruvelaitis
- 1935–1939 – August Baldschus(inne języki)
- 1939 – Wilhelm Brtuleit(inne języki)

## Ponownie w granicach Rzeszy

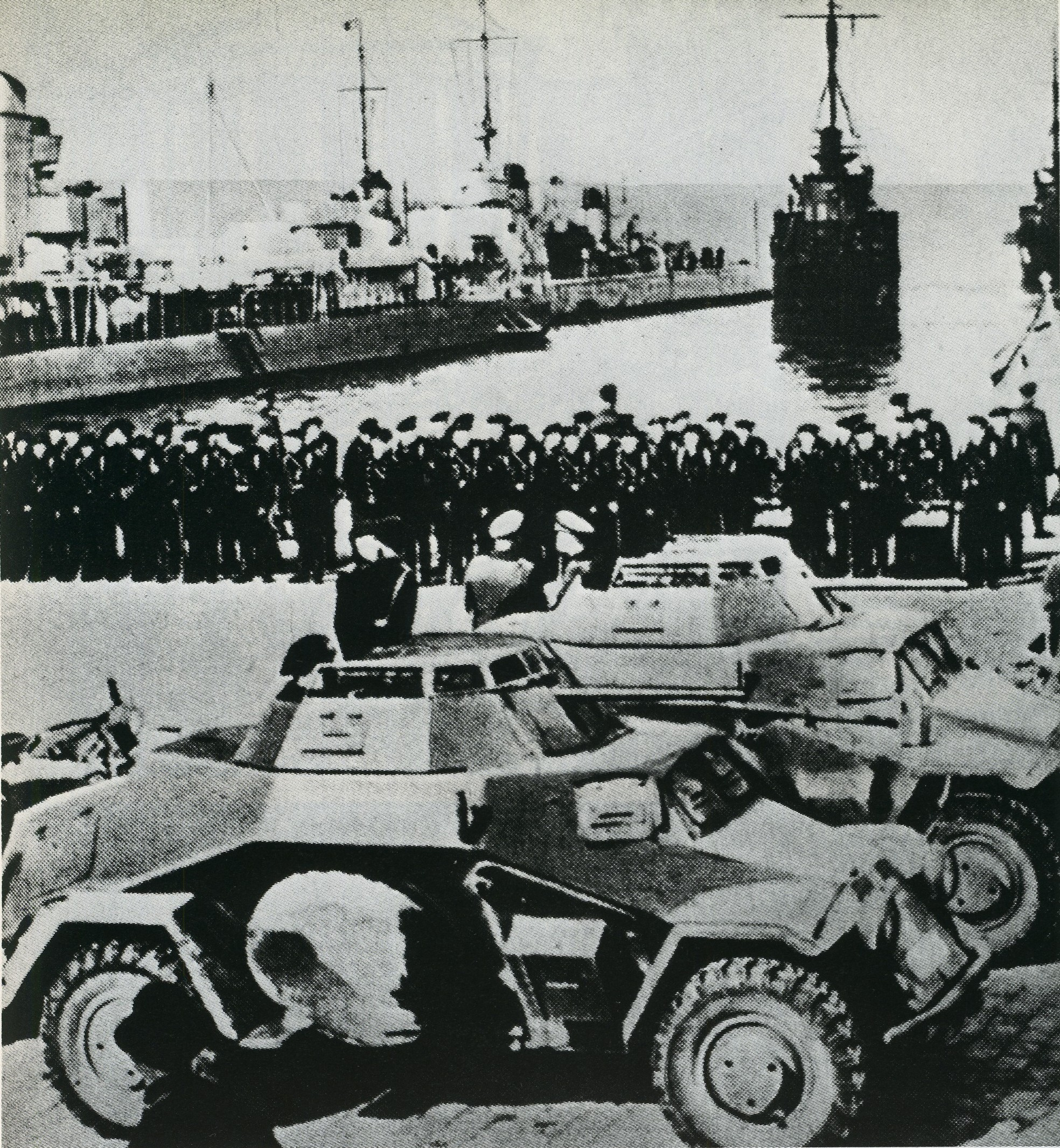
Niemieckie wojska w zajętej Kłajpedzie, marzec 1939

W 1935 kanclerz Rzeszy Adolf Hitler odrzucił traktat wersalski (przywrócił pobór do wojska i publicznie ogłosił remilitaryzację Niemiec). Do Rzeszy powróciła Saara (w 1935) oraz odzyskano Nadrenię (w marcu 1936). W marcu 1938 przyłączono do Rzeszy sąsiadującą Austrię (zob. Anschluss), a na początku października 1938 przygraniczne Sudety.
Kłajpeda leżała w strategicznym regionie Europy. Jej zajęcie pozwoliłoby Niemcom na utworzenie przyczółka do kontynuowania ekspansji na pozostałe terytorium Litwy i inne państwa bałtyckie. Adolf Hitler nie chciał, by ten obszar znalazł się w polskiej strefie wpływów. Wykorzystał zamieszanie w polityce europejskiej, jakie wywołało wkroczenie w marcu 1939 wojsk niemieckich do Czech (utworzenie Protektoratu Czech i Moraw). Hitler trafnie spodziewał się, że żadne z europejskich mocarstw nie pomoże Litwie.
19 marca 1939 litewski minister spraw zagranicznych Juozas Urbšys zatrzymał się w Berlinie, wracając z uroczystości koronacyjnych papieża Piusa XII w Rzymie. 20 marca Joachim von Ribbentrop przekazał mu ultimatum, żądając zwrócenia Kłajpedy pod groźbą ataku na cały kraj, czego minister odmówił i zwrócił się o pomoc do Francji i Wielkiej Brytanii, jednak nie otrzymał odpowiedzi. Tymczasem zebrano w Świnoujściu (ówcześnie na terytorium Niemiec) niemiecki korpus ekspedycyjny, który tworzyły 3 okręty pancerne, 3 krążowniki, 17 niszczycieli, 9 okrętów podwodnych, 5 eskortowców, 12 kutrów pomocniczych, 13 trałowców i kilkanaście mniejszych jednostek. Nocą 22/23 marca zespół floty niemieckiej przeszedł blisko polskich wód terytorialnych i podszedł do Kłajpedy. 22 marca niemiecki samolot przywiózł ministra Urbšysa ponownie do Berlina, gdzie został powiadomiony, że flota niemiecka znajduje się w morzu. Hitler zagroził zbombardowaniem Kowna, jeśli Litwa nie zgodziłaby się na oddanie okręgu. Wobec tego faktu, na mocy umowy zawartej nad ranem 23 marca 1939 między Rzeszą Niemiecką a Litwą (podpisanej przez ministra Urbšysa, sprzecznej z art. 15 Konwencji z 1924) przygraniczny Okręg Kłajpedy został włączony w granice Niemiec. Tego samego dnia niemieckie okręty weszły do portu w Kłajpedzie, a na okręcie pancernym „Deutschland” przybył tam sam Adolf Hitler.

## Sytuacja po 1945 r.
Po przegranej Niemiec w II wojnie światowej, okręg Kłajpedy wrócił w granice Litwy, która tym razem stała się republiką ZSRR. Po wypędzeniu ludności niemieckiej oraz znacznej części Litwinów związanych z kulturą pruską, Kłajpedę zasiedlono Litwinami i Rosjanami. 
Po 1991 r. okręg Kłajpedy jest integralną częścią Litwy, obejmując powiaty Szyłokarczma, Gorżdy i część okręgu Jurbork wraz z miastami wydzielonymi Kłajpedą i Nidą.
Po odzyskaniu niepodległości przez Litwę niektóre środowiska nacjonalistyczne w Rosji podnosiły kwestię przynależności okręgu do Rosji (w 1945 r. rzekomo zdecydowano o przynależności całych Prus Wschodnich w granicach z sierpnia 1939 r. do RFSRR), jednak te roszczenia są traktowane przez wszystkich prawników jako bezzasadne, dotychczas nie podnoszą ich też oficjalne władze Rosji.